# 鄭芝龍

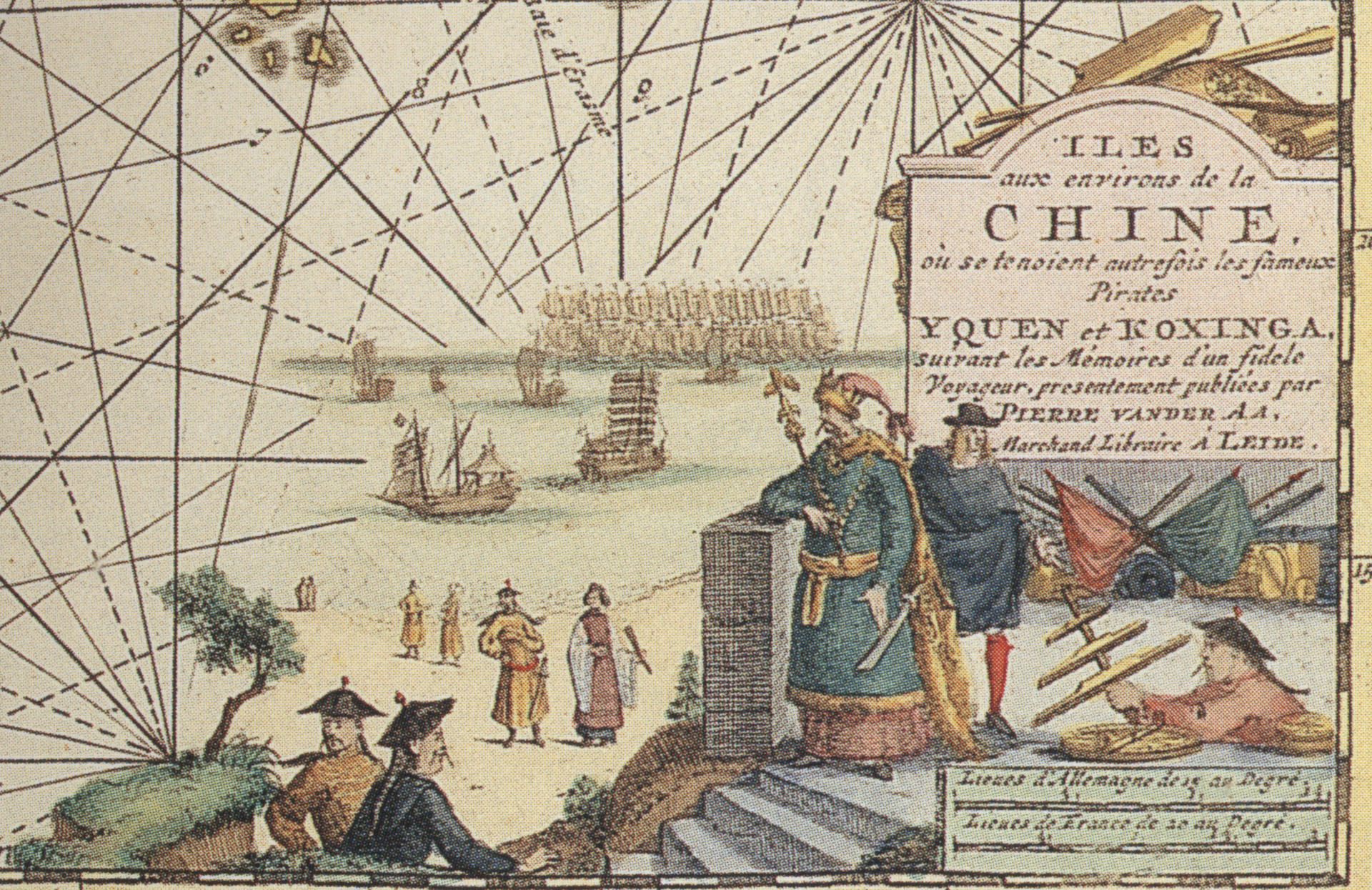
荷兰人彼得·凡·德尔画中的鄭芝龍（穿綠色衣服者）

鄭芝龍（1604年4月16日—1661年11月24日），字飛黃，教名尼古拉斯·一官·加斯巴特（Nicholas Iquan Gaspard），生于福建泉州府南安縣石井，為明末發跡於日本平戶、活躍於東海南海區域海盜及軍官。其於17世紀世界海權勃興與明朝海禁的時代背景下一手創建武裝海商集團，捭闔縱橫於東西方各大勢力之間，更曾於料羅灣擊潰荷蘭東印度公司艦隊，為大航海時代東方的海上霸主:118；其航海集團後來演變成南明政權。
1628年，身為海盜首领的鄭芝龍接受明廷招撫，任海防游击，号“五虎游击将军”。1645年，拥立南明隆武帝，爵位累迁至平国公，官至太师。1646年投降清朝後，封爵一等精奇尼哈番、官至内大臣，後被軟禁於北京；清朝多次招降其子鄭成功不成，遂於1655年将其下獄；於1661年被殺。
鄭芝龍對歷史的影響，主要是作為先於荷蘭人的先驅漢人，繼承李旦和顏思齊等人及部眾開發臺灣，他在臺灣西南海岸魍港建立基礎，為漢人移台的主要據點。明朝繼元朝之後在澎湖設立巡檢司，對往來船隻課稅、捕盜。荷蘭人曾攻打澎湖，受海禁政策影響，荷蘭轉而在當時未受大明管轄的臺灣建立據點，後來鄭芝龍之子南明延平王鄭成功於攻臺之役驅逐荷蘭人征服臺灣，並引進大量漢人開發:130。

## 生平

### 早年
鄭芝龍遠祖來自河南固始，後遷仙遊楓亭，其父鄭士表為泉州府一小官吏，其為長子，下有四弟芝虎、芝麟、芝鳳、芝豹。明天启元年（1621年)，由於家境困難，父親要鄭芝龍帶著兩個弟弟去投靠香山澳（今澳門）經商的舅父黃程，明末的香山澳，已是安平商人聚集之地，如大商人顏一深、黃程，都是來自安海。鄭芝龍在此學習葡萄牙語，接觸各國的海商，學了不少做生意的本領，為了取得外國商人的信任，他受天主教的洗禮，教名為「尼古拉斯·加斯巴特」（Nicholas Gaspard）。鄭芝龍在澳門的兩年，廣結各地外貿商人，包含時常往來與日本與澳門的大海商李旦。
天啟三年（1623年），鄭芝龍受舅舅黃程的委派，押運白糖、奇楠、麝香、鹿皮等貨物，搭上李旦的大船開往日本長崎平戶島，成為李旦的部下。在長崎，受到日本女子田川氏看重並嫁給他。
1624年初，鄭芝龍因李旦推薦，前往澎湖擔任荷蘭人的翻譯及通事，同年初秋荷蘭人撤退至台灣南部；由於明朝和荷蘭的爭執，影響到李旦當時的中日台間的商業利益，因此李旦派鄭芝龍亦是李旦介入明朝和荷蘭的手段之一:118。從此時開始，鄭芝龍將事業重心自日本遷到金厦沿岸。鄭芝龍通曉閩南語、南京官話、日語、西班牙語、葡萄牙語且可能通曉荷蘭語。據曹永和研究，鄭芝龍未必懂荷蘭語，因當時東亞各地常以葡萄牙語溝通。
荷蘭人給予這個「來自日本」的通事優厚的待遇，但一開始並沒有用鄭芝龍，後來荷蘭人利用鄭芝龍來執行在台灣海峽截擊往馬尼拉與西班牙人（當時荷蘭人的主要競爭對手）通商的中式帆船的海盜任務。荷蘭派任的第二任大員長官（1625–1627）杰拉德·弗雷德里克兹·德·韦特的信件中，記錄了派「通事一官」（鄭芝龍小名）率領約二十至三十艘中式帆船去進行「截擊與俘獲」的業務:118-9。
1624年8月27日（農曆七月十四日）鄭芝龍妻子田川氏於平戶島千里濱產下兒子鄭成功。
隔年1625年4-5月間，鄭芝龍離開荷蘭人，開始了亦商亦盜的海上生涯，一名荷蘭船長寫給荷蘭長官馬蒂·孫克的信中提到，4月「27日星期天，...突然首領一官後隨手執刀劍的銃手七八名，作為代表，向我們寒暄」:119。

### 亦商亦盜海上生涯

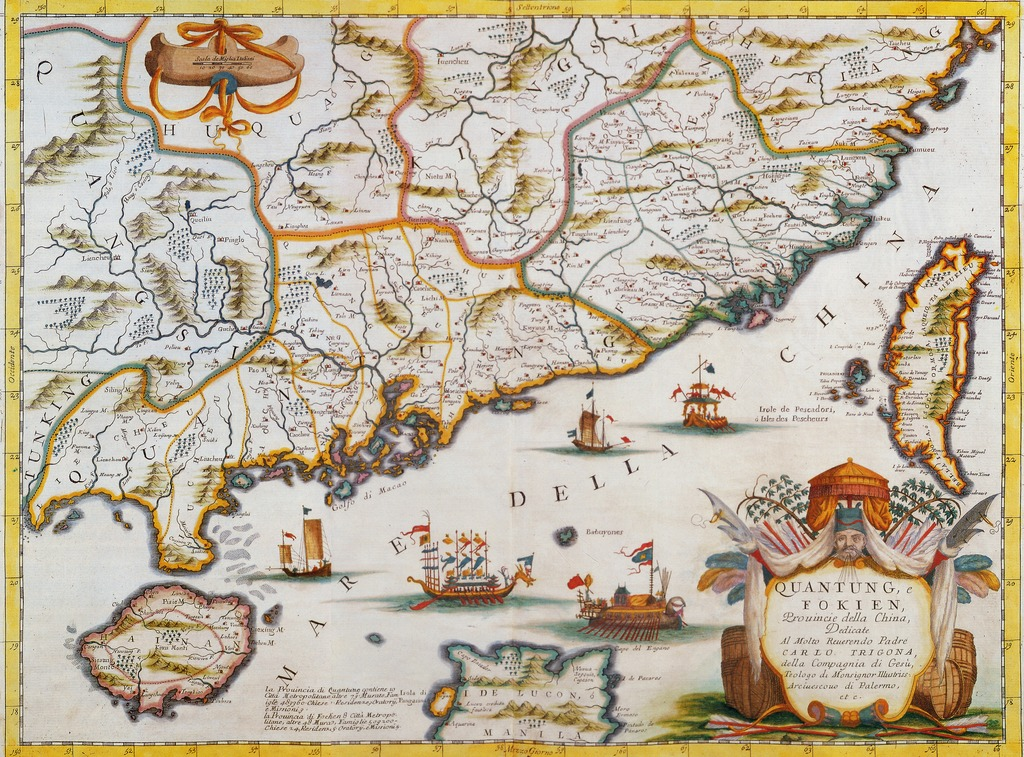
廣東福建與台灣海圖

當時甲必丹李旦是王直之後較有海上勢力的人物，其商業觸角遠及蘇門答臘萬丹及菲律賓群島等地，1600年時已在馬尼拉閩南人社群中成為成功的商人，然而西班牙眼紅其財富抄其家並逮捕之，直到1607年才逃離西班牙人前往長崎和平戶並和當地日本人及英國人有往來:120。
1625年8月2日，李旦正辦好廈門、長崎、及台灣貿易，從台灣回平戶途中去世，其台灣的產業和士卒轉歸鄭芝龍控制，而於廈門的則落入許心素的手裡；鄭芝龍自立門戶，並改名為芝龍，不再稱一官:121。
1626年－1628年，鄭芝龍以台灣、金門和廈門等島嶼為基地，劫掠福建和廣東數地，使明朝官兵疲於奔命。天启七年（1627年），福建巡抚沈犹龙请求朝廷招抚郑芝龙，授郑芝龙浯铜游击，巡檄海防，因此郑芝龙在东石建豪华宅邸。郑芝龙虽接受招抚，仍旧从事海盗活动。由于未能就安置事宜达成协议（一说郑芝龙与其兄弟不愿行叩首礼），郑芝龙再次反抗朝廷。郑芝龙在台湾海峡縱橫兩年六個月，直到崇祯元年九月（1628年9月27日－10月26日），福建巡撫熊文燦再度招安鄭芝龍，封其为海防遊擊:122，称“五虎游击将军”。此时，郑芝龙有部众3万余人，船只千余艘。
鄭芝龍勢力至1627年已有船700艘；許心素建議荷蘭東印度公司聯手打擊鄭芝龍，但東印度公司未允，鄭芝龍打敗副總兵俞諮皐（俞大猷之子），斬殺對手許心素。

### 周旋荷商與明吏之間
崇禎元年（1628年）九月，鄭芝龍受撫于福建巡撫熊文燦，率部眾3萬餘人，船隻千余艘降明，詔授海防遊擊，任“五虎遊擊將軍”，駐安平镇（今安海镇）。鄭芝龍利用安平鎮作為擁兵自守的軍事據點和海上貿易基地，打破官方的海禁，繁榮海市，武裝船隊旗幟鮮明，戈甲堅利，航行於中國大陸沿海、臺灣、澳門和日本、菲律賓等東南亞各地之間，幾乎壟斷了中國與海外諸國的貿易。
接受明朝招安後，鄭和明朝、在台荷蘭人有三角關係的周旋來回:122
1630年代海澄人劉香勢力崛起，劉香原與鄭芝龍同為顏思齊黨夥，與李旦之子李國助合作。鄭、劉兩大勢力於1632年－1635年間，在中國沿海多次發生衝突。

### 剿滅劉香

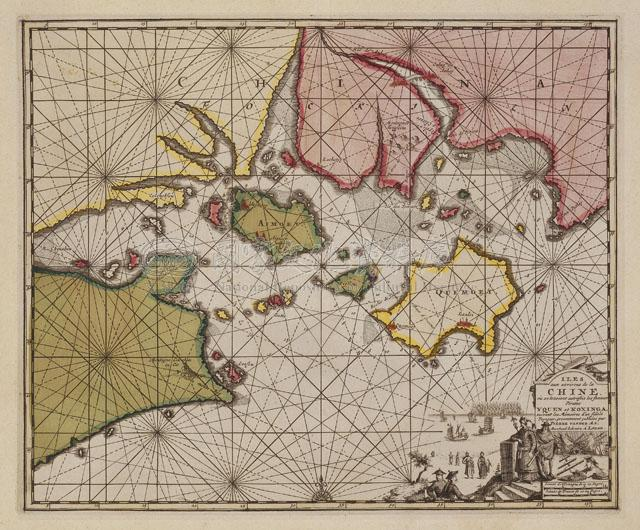
本圖為荷蘭人所製海圖，主要描寫鄭芝龍（Yquen）與鄭成功（Koxinga）的基地：金門與廈門一帶地區。紅色部分應為泉州府轄區，黃色為漳州府（Cincheu）轄區。在廈門（Aimoey）對岸則標示了鼓浪嶼（Colonghsou），漳州河（Chincheu R.），在泉州則標示了安海（Anhay）。金門、廈門（Quemoey）之間則為烈嶼（Lissiou）、大擔島（I. Toatta）。金門島上標示料羅（Lauloi）

鄭芝龍受招撫後，由劉香統領的勢力仍繼續海上劫掠。當時的鄭氏的活動地區以福建為主，雖停止了在台灣長久生根的打算，但並未切斷和台灣的關係，因為壟斷對日和對台的貿易是經濟上有利可圖的:122。

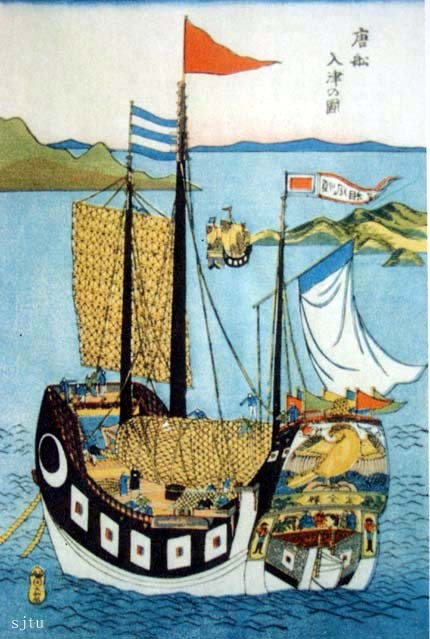
日本鎖國初期在日本出現的中国帆船，日文称“唐船”。

1633年，臺灣長官漢斯·普特曼斯攻打廈門被鄭芝龍打敗，後來雙方達成和解，普特曼保證不來中國大陸沿海，由鄭芝龍派船至臺灣進行貿易。當時東印度公司史料記錄顯示：一官己成為該公司腳下一根刺，不拔不快，可見當時鄭芝龍勢力之大。
1633年10月荷人與劉香聯手，攻打鄭芝龍但在料羅灣被鄭擊敗；1634年4月劉香欲襲取大員（今台南市安平區）和臺灣島為據地，在打狗一帶上岸，遭當地原住民斬殺海盜二、三十人敗走:第一冊頁159；1635年，鄭芝龍終於擊潰劉香勢力，把持東洋航路貿易商機。此後東南海疆唯鄭芝龍是從，來往內外商人皆用鄭氏旗號，「每一舶例入三千金，歲入千萬計，並築城於安平（今福建省晉江市安海鎮）……八閩以鄭氏為長城」:122（見左圖荷蘭人所製海圖，清楚標示當時鄭氏勢力範圍）。
鄭芝龍靠嚴密的「五商」商業組織暢行東南沿海，此組織掌控中國境內進出口的商品銷售管道；分「山五商」及「海五商」兩路，山路設於杭州及其附近地區，由金、木、水、火、土的五行負責收購中國絲綢、瓷器、珍玩等各地特產至廈門；則接著從廈門分表
以仁、義、禮、智、信五行經海路的龐大的商船隊，將貨品運銷至東北亞及東南亞各地。
國立臺灣歷史博物館館藏、荷蘭萊頓人彼得·凡·德尔繪刻於1727年的《著名海盜一官與國姓爺所據的中國沿岸島嶼》地圖中，主要描繪了17世紀時，鄭芝龍（圖中稱“Iquen”）、鄭成功（圖中稱“Koxinga”）父子在福建東南沿海的勢力範圍，並特別著重在廈門及金門，可見此二地可能是鄭氏父子主要的根據地。

### 日本鎖國
1639年，日本歷經島原之亂開始鎖國政策，只准荷蘭及中式帆船進出，鄭芝龍籍此機會擴大貿易網，在明朝滅亡前後的十年時間內，掛著鄭氏旗號的中國商船絡繹於大陸沿海、日本、台灣、呂宋、澳門及東南亞。華船（大部份是鄭芝龍的）進出日本的數字比荷蘭船多出七至十一倍。:128

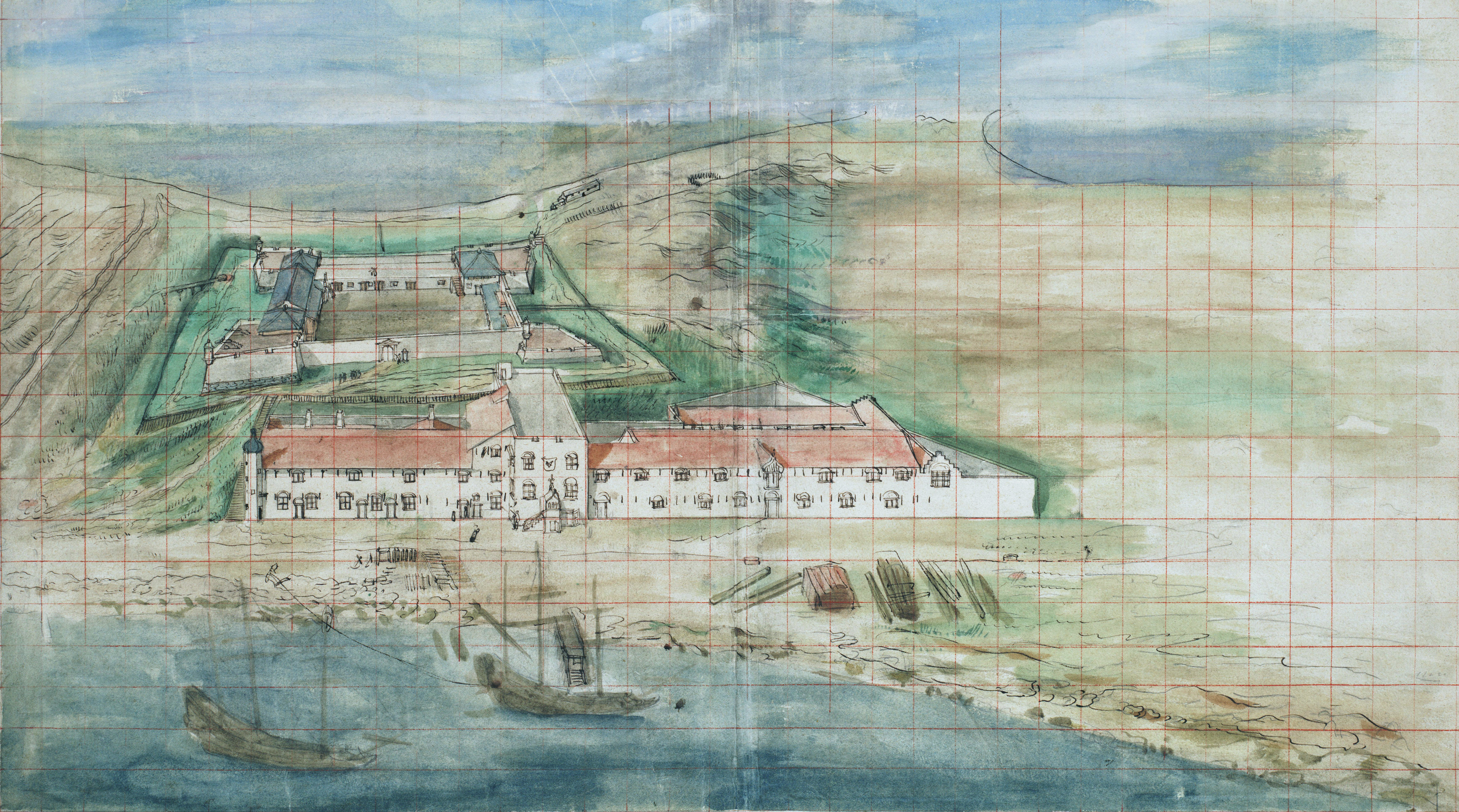
約1635年繪的荷蘭於台灣的熱蘭遮城與長官滿清官邸鳥瞰圖

崇祯十三年（1640年）， 明廷擢郑芝龙为潮漳总兵官加都督同知。

### 進剿瑤民
1631年，鄭芝龍進剿瑤族山民，屯兵廣東大埔縣三河壩，梅江、汀江和梅潭河匯流成韓江之處:125。1642年。鄭芝龍再次受令至粵東山區征剿瑤民:128。

### 收编农民军
崇祯十五年（1642年），南安张六角、林隆，安溪长泰里吴少子、戴厚等发动民众起义，以青巾为号，各有武装数百人。次年（1643年）秋，起义被镇压，余部大多投降郑芝龙。

### 拥立隆武帝

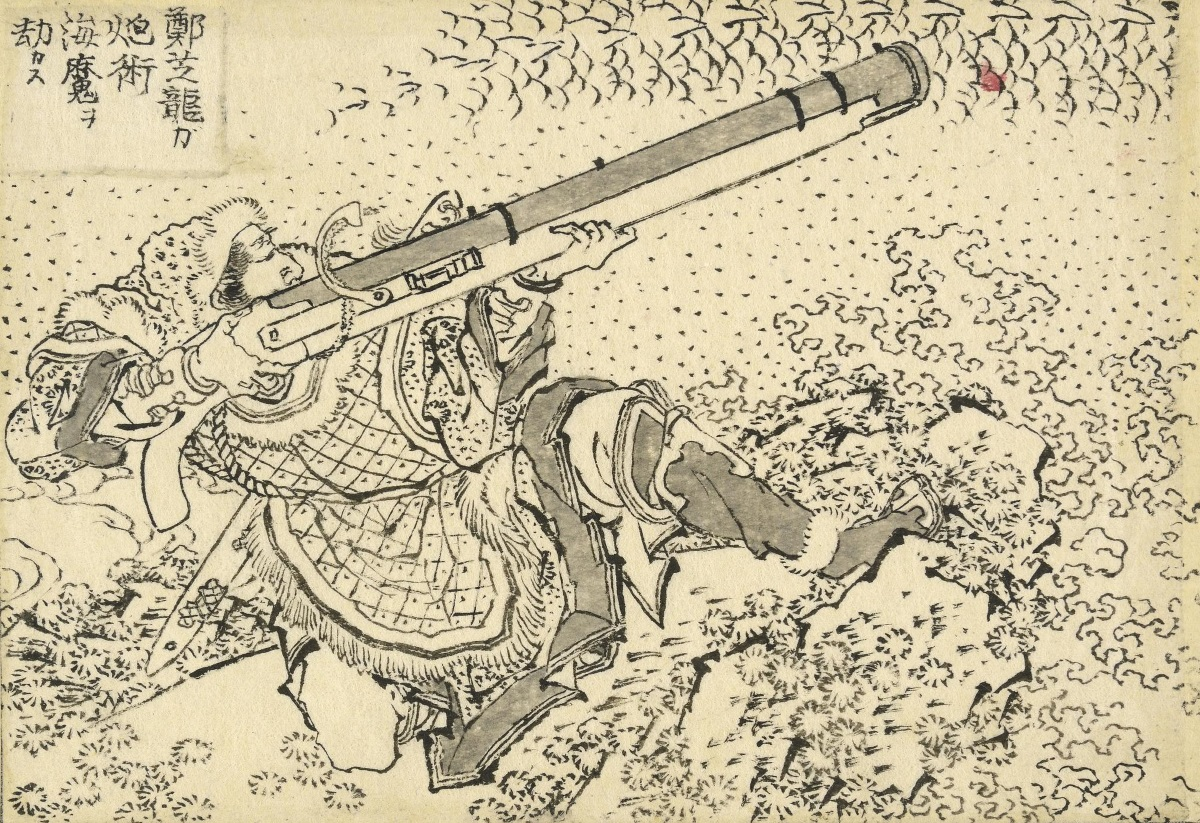
葛饰北斋创作的《鄭芝龍ガ砲術海魔ヲ劫カス》，载于《万物绘本大全图》

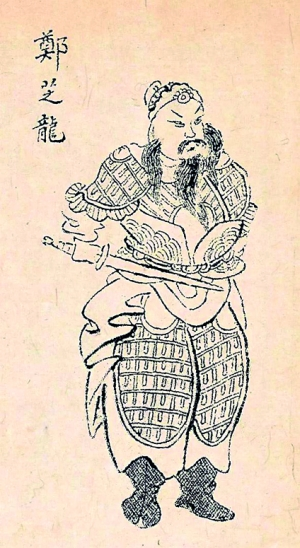
《台湾外记》中的郑芝龙绣像

明崇祯十七年（1644年），李自成攻入北京，崇禎皇帝自縊於煤山:129，马士英、史可法等遗臣于南京拥立福王朱由崧为明朝皇帝，改元弘光，是为南明。八月，郑芝龙和三弟郑鸿逵分别加封南安伯和靖魯伯。
清顺治二年（1645年），豫亲王多铎定江南，弘光帝被捕杀。闰六月，郑芝龙、郑鸿逵与福建巡抚张肯堂、巡按御史吴春枝、礼部尚书黃道周等，于福州拥立唐王朱聿键称帝，改元隆武。郑芝龙受封平虏侯，掌握军政大权，不久又晋爵平国公；三弟郑鸿逵（原名郑芝彪）为定西侯，不久又晋爵定国公；四弟郑芝豹（小字莽二）封澄济伯，侄兒郑彩亦封永胜伯。八月，隆武帝加封郑芝龙为太师。

### 投降清朝
1646年鄭芝龍泉州同鄉洪承疇勸降鄭芝龍，因此以海盜來襲為理由將駐軍撤離仙霞關讓滿洲清軍入閩，鄭芝龍退守泉州安平；年底滿清軍迫近安平，博洛以高官厚祿誘降，12月，鄭芝龍降清，時年43歲。子鄭成功諫阻失敗:129。清兵洗劫安平，鄭成功率眾入海抗清。郑芝龙在清军挟持下被送到北京，拨入汉军正白旗，清廷并没有兑现博洛承诺的“闽粤总督”职位。1647年，清兵終攻破其福建故鄉，其妻田川氏自殺。顺治五年（1648年）八月，授一等精奇尼哈番，隶汉军正黄旗，並授官内大臣。
顺治九年（1652年）八月初一，应郑芝龙请求，将其由汉军正黄旗拨入汉军镶黄旗，授予郑芝龙在京的第二个儿子郑世忠为二等侍卫，同时命兵部给勘合将郑芝龙的部分亲属从福建护送来京团聚。
顺治十年（1653年）五月初十，封同安侯。清朝多次招降鄭成功不成。十一年（1654年）十一月，鄭芝龍呈遞鄭成功回信並疏奏：「臣逆子成功請地、益餉，抗不薙髮，寄臣書信語多違悖，妄誕無忌，臣不敢隱匿。謹將原信二封繳呈聖覽，臣當席藁待罪。」順治帝發交議政王大臣會議秘密審議。
十二年（1655年）正月，左都御史龔鼎孳彈劾鄭芝龍：「海賊鄭成功旋撫旋叛、攻陷漳泉，浙閩總督劉清泰剿撫無能、藉病息肩，宜加處分。同安侯鄭芝龍不能訓子革心，又不束身待罪，早宜防範，以肅清內外。」順治帝發交兵部密議。二月下旬，免除鄭芝龍的爵位，并逮捕入獄。三月，福建巡撫佟國器捕獲鄭芝龍與鄭鴻逵、鄭成功往來聯絡的使者，搜出信件文書，密封疏報朝廷。
十四年（1657年）三月，上諭：「鄭芝龍有此逆子跳樑，而不加誅戮，尚留視息者，念大軍至閩，彼即投誠，特從寬典。然叛逆之父，法難疏縱，是以禁錮囹圄，原非望其返顧，故示羈縻。爾等不必遲回瞻顧，必滅此逆賊，以彰國法」，命浙江福建總督、巡撫、總兵等將領勿因鄭芝龍為顯爵而對鄭成功觀望遲疑。四月，議政王大臣會議疏奏：「鄭芝龍寄書伊子成功並無歸順之意，出語驕肆，理難存留。芝龍及其弟芝豹、子世忠、世恩、世陰、世默俱應正法」，順治帝降旨：「鄭芝龍等，法當處斬，向念其投誠功績，從寬禁錮。今若遽行正法，非朕前意，仍著免死，俱流徙寧古塔地方，家產籍沒。」即遭流放於寧古塔。八月，浙閩總督李率泰疏言：「鄭芝龍一日不殺，成功之心一日不死，群逆之意亦觀望不決，恐致仍中狡謀、貽禍沿海。請敕刑部將芝龍並伊弟芝豹、子世忠、世恩、世蔭、世默等俱就寧古塔正法，妻妾人等入官。」疏入由兵部議擬，兵部予以認同，順治帝命議政王大臣會議後疏奏，隨後議政王大臣會議認為應如兵部所擬，順治帝審酌再三，再要求另議。兵部再次覆議：「寧古塔地近江海，賊船往來叵測，芝龍就禁，恐有疎虞，應加鐵鍊三條、手足杻鐐，嚴飭章京、兵丁謹加看守」，順治帝才允准。
十八年（1661年）正月，順治帝駕崩，康熙帝即位，四位輔政大臣執政。鄭成功北伐失利後決定東取台灣，四月鄭成功占領赤崁。八月，鄭芝龍家丁尹大器舉發鄭芝龍在獄中仍與鄭成功有通信往來，教唆圖謀不軌、洩漏軍機等情事。經兵部、刑部審訊屬實，議政王大臣、九卿、科道合議認定不宜繼續監候。十月初三（11月24日），輔政大臣諭旨：「海賊鄭芝龍並其子鄭世恩、鄭世蔭等，照謀叛律族誅。鄭芝豹，當鄭成功變叛時即投誠來歸，並其子俱免死。」郑芝龙及其子郑世恩、郑世荫、郑世默等11口斬首於北京柴市。:129-130
康熙二年（1663年）十一月，鄭芝龍另一子鄭世襲自鄭經部投誠歸降清朝，封精奇尼哈番，入正黃旗漢軍。四年（1665年）七月，清廷釋放鄭芝龍妻顏氏，交鄭世襲收養。六年（1667年）四月，因鄭世襲疏請，清廷將已抄沒的鄭芝龍原有田產撥還給鄭世襲。

## 影響

### 鄭氏海軍
在17世紀世界海權勃興時代與明朝封閉海疆背景下，鄭芝龍以民間之力建立水師，並在台灣海峽上擊敗西方海上勢力，有其一套水戰戰法對抗西洋人大船大砲，而其整治的水師成果亦是鄭成功得以擊敗荷蘭人進取台灣的基礎；值得一提的，即便是康熙後來攻台的海上大軍，亦是在兩代鄭氏水軍基礎上建立的:130。

### 福建及海洋文化
做為李旦的後繼者，鄭芝龍以廈門為中心統禦著含有外交網絡的王朝，但始終固守著傳統，包含福建人在沿海擴張勢力和海洋共生的傳統。

### 對台灣漢化的影響
作為先於荷蘭人開台先驅漢人，據說鄭芝龍繼承李旦、顏思齊等人及部眾，並繼承前人在台灣西南海岸魍港建立的基礎，成為漢人移台的主要據點。鄭芝龍之後招募大量漢人移民移居台灣，同時代的文人黃宗羲在《賜姓始末》提到，福建省當年發生了一場嚴重的乾旱，鄭芝龍建議福建巡撫熊文燦將數萬旱災災民運送來台，並給每個人白銀三兩，每三個人牛一頭，這些莊落為諸羅外九莊之始。
雖然受明朝招安後鄭芝龍重心移往閩南，但其兒子鄭成功在荷蘭統治時期，鄭成功依據慣例繼續向魍港一帶漢人收取稅金，直到1651年才被荷蘭人發現而被迫停止，荷蘭人扣押鄭成功的收稅船隻，雙方因此造成不愉快。1659年南京之役大敗後，鄭成功的基地僅剩廈門、金門，為其大軍覓得其它據點，正好此時何斌向鄭成功建議攻取臺灣，鄭成功以台灣曾為父親鄭芝龍屬地為由向荷蘭人開戰，開啟攻臺之役，他驅逐荷蘭東印度公司對台灣的控制，來建立反清復明基地。
而漢學家歐陽泰認為鄭芝龍在殖民台灣所扮演的角色證據不夠，甚至對饑民的移民建議是否被採納有所懷疑。

## 家族

### 祖輩
曾祖父是鄭榮（於野）；祖父是鄭瑢（西庭）；父是鄭士表（另一說鄭紹祖），字毓程，號象廷，福建泉州府南安县石井人。

### 妻
田川氏（1602年10月3日－1647年1月5日），單名喜，是日本肥前國平戶島上的川內浦人，她生於田川家，後來母親改嫁給從中國福建泉州移民到平戶的華人鐵匠翁翊皇，她也成為翁翊皇的繼女，因而亦作「翁氏」。1646年鄭芝龍降清後，清兵劫掠芝龍故鄉南安，為了避免受侮，她以劍切腹自殺身亡，時年45歲。

### 子女

#### 子
- 鄭森，即鄭成功，鄭芝龍長子。
- 田川七左衛門，鄭芝龍將他過繼給妻子娘家。實際上是次子，所以又稱為「田川次郎左衛門」，後人分姓「鄭」及「福住」。
- 鄭渡（《清史稿》作「鄭世忠」），鄭芝龍次子，後與父親一同就戮。
- 鄭恩（《清史稿》作「鄭世恩」），鄭芝龍三子，字恩慶，後與父親一同就戮。
- 鄭蔭（《清史稿》作「鄭世蔭」），鄭芝龍四子，後與父親一同就戮。
- 鄭襲（《清史稿》作「鄭世襲」），鄭芝龍五子，號葵庵；康熙年間投誠滿清，欽命榮祿大夫頭等兼管內閣大臣。
- 鄭默（《清史稿》作「鄭世默」），鄭芝龍六子，後與父親一同就戮。

#### 女
- 蕪索拉·德·巴爾卡斯（Ursola de Bargas）
- 鄭婉，嫁楊瑞璉

## 相關藝術作品

### 小說
- 1993年《龍虎風雲》壹、貳：陳舜臣著，遠流出版社。ISBN 978-957-32-2068-8、ISBN 978-957-32-2069-5
- 1998年《鄭芝龍大傳》：陳文德著，遠流出版社。ISBN 978-957-32-3482-1
- 2002年《臺灣第一世家之一：船王鄭芝龍》：秦就著，實學社。ISBN 978-957-2072-37-0
- 2004年《開拓臺灣的先驅：鄭芝龍傳奇》： 朱景和著，華文出版社。ISBN 978-7-5075-1560-2
- 2013年《鄭芝龍︰海商傳奇》：安之忠著，當代世界出版社。 ISBN 978-7-5090-0918-5
- 2015年《鄭森》（全套三冊）：朱和之著，印刻出版。ISBN 978-9-8638-7015-9
- 2019年《北海和觴》：俞不周著，中國華僑出版社。ISBN 978-7-5113-7863-7

### 戲劇
- 舞臺劇「一官風波」：邱坤良編導。
  - 2001年 5月臺灣臺北國立藝術學院戲劇學系夏季公演。
  - 2002年 臺北藝術大學戲劇學系秋季公演，廣州、北京巡迴公演
- 2011年 台客歌舞劇《黃金海賊王》金枝演社劇團[45][46]
- 2021年 臺灣戲曲藝術節《海賊之王—鄭芝龍傳奇》，明華園戲劇總團製作。
- 2024年 大型戶外歌仔音樂劇《1624》歌仔音樂劇，並同步於公視台語台、文化部粉專轉播。

### 电影
| 演員   | 年份   | 作品           |
| 杜志国 | 2001年 | 《英雄鄭成功》 |

### 电视剧
| 演員   | 年份   | 作品             |
| 刘兆铭 | 1987年 | 《郑成功》       |
| 刘颖涛 | 2004年 | 《大英雄郑成功》 |
| 王卫国 | 2004年 | 《郑成功》       |

### 音樂
- 閃靈：《尼可拉斯》（2013年）[47]